# هاينكل هي 112
هاينكل هي 112 (بالإنجليزية: Heinkel He 112)‏ هي طائرة مقاتلة من صناعة هاينكل. كان أول طيران لها في 1935. صنع منها 104 طائرة.

## المستخدمون
- سلاح الجو الألماني (الرايخ الثالث)
- البحرية الإمبراطورية اليابانية
- القوات الجوية الإسبانية
- القوات الجوية المجرية